# Carrowdore
Carrowdore (Ceathrú Dobhair in gaelico irlandese) è un villaggio dell'Irlanda del Nord, situato nella contea di Down.